# Вэньюйхэ
Вэньюйхэ (кит. 温榆河) — река в северном Китае, протекающая через Пекин, является частью Великого канала. Единственная река, берущая начало в пределах города.
Длина реки — 47,5 км. Площадь водосборного бассейна — 2478 км². По состоянию на начало XXI века 35,6 % бассейна реки занимают леса, 30,8 % — сельскохозяйственные земли, 25,7 % застроено. Около 50 % населения Пекина проживает в пределах бассейна Вэньюйхэ.
Река берёт начало из водохранилища Шахэ, расположенного у подножья гор Яньшань.
Осадки в районе реки составляют около 582 мм в год, большая их часть выпадает с июня по сентябрь. Среднегодовая температура — 11,6°С.
Средний расход воды составляет 0,45 млрд м³ в год. Воды реки загрязнены, большая часть объёма воды (70 %) поступает из водоочистных сооружений, также часть стоков сбрасывается в неочищенном виде. В речных осадках зарегистрировано повышенное содержание тяжёлых металлов.
У реки расположена крупнейшая зелёная зона Пекина.
Выше Тунчжоу река называется Бэйюньхэ, после Тунчжоу называется Вэньюйхэ. От Тунчжоу река течёт через уезд Сянхэ провинции Хэбэй, район Уцин города Тяньцзинь, и впадает в реку Хайхэ.
Притоки: Сяочжунхэ, Цинхэ.